# Marc Letori (exiliat)
Marc Letori (llatí: Marcus Laetorius) va ser un senador romà del segle ii aC.
Formava part del partit popular que encapçalava Gai Màrius. Quan Sul·la va triomfar el va declarar enemic públic i es va haver d'escapar de Roma. Va estar un temps exiliat i després va retornar amb Màrius. Apià n'explica els fets.